# Pterolophia flavoplagiata
Pterolophia flavoplagiata là một loài bọ cánh cứng trong họ Cerambycidae.